# Vilija Vertelienė
Vilija Vertelienė (* 1. Mai 1962 in Kaunas) ist eine litauische Politikerin.

## Leben
Nach dem Abitur 1980 an der 31. Mittelschule Kaunas absolvierte sie 1986 das Studium der Medizin am Kauno medicinos institutas und von 1999 bis 2001 das Masterstudium des Managements der öffentlichen Gesundheit an der Kauno medicinos universitetas, von 2001 bis 2004 das Masterstudium der Rechtswissenschaft an der Lietuvos teisės universitetas.
Von 1986 bis 1987 hatte sie die Residentur im Krankenhaus Kaunas (KRKL). Von 1987 bis 1999 arbeitete sie als Infektologin im Krankenhaus, von 1999 bis 2002 als Oberspezialistin.
Von 2004 bis 2008 war sie Mitglied im Seimas.
Sie war Mitglied der Darbo partija, ab 2006 der Lietuvos socialdemokratų partija.